# حسن تخلص
حسن التخلص عند البلغاء هو أن ينتقل مما ابتدئ به الكلام إلى المقصود على وجه سهل يختلسه اختلاسا دقيق المعنى بحيث لا يشعر السامع بالانتقال من المعنى الأول إلا قد وقع الثاني لشدة الالتئام بينهما.